# Голуб парагвайський
Го́луб парагвайський (Patagioenas maculosa) — вид голубоподібних птахів родини голубових (Columbidae). Мешкає в Південній Америці.

## Опис

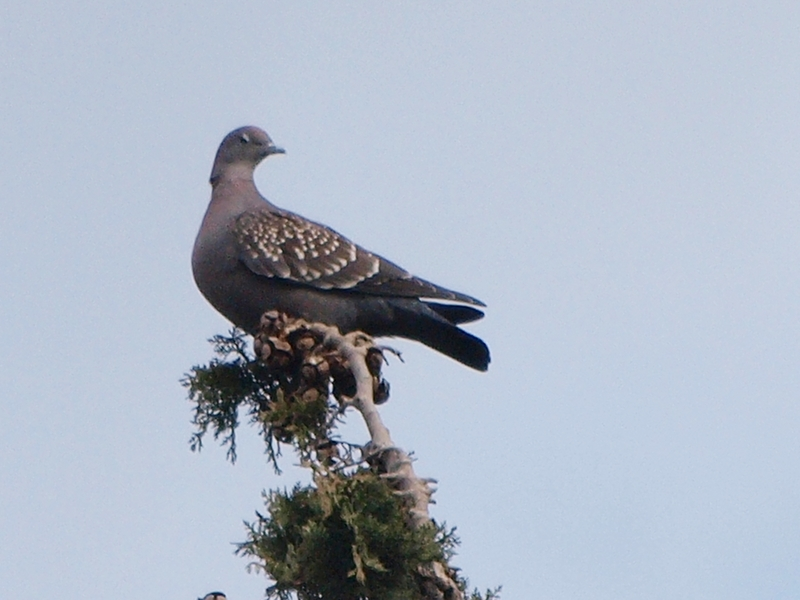
Парагвайський голуб (підвид P. m. maculosa, Буенос-Айрес, Аргентина)

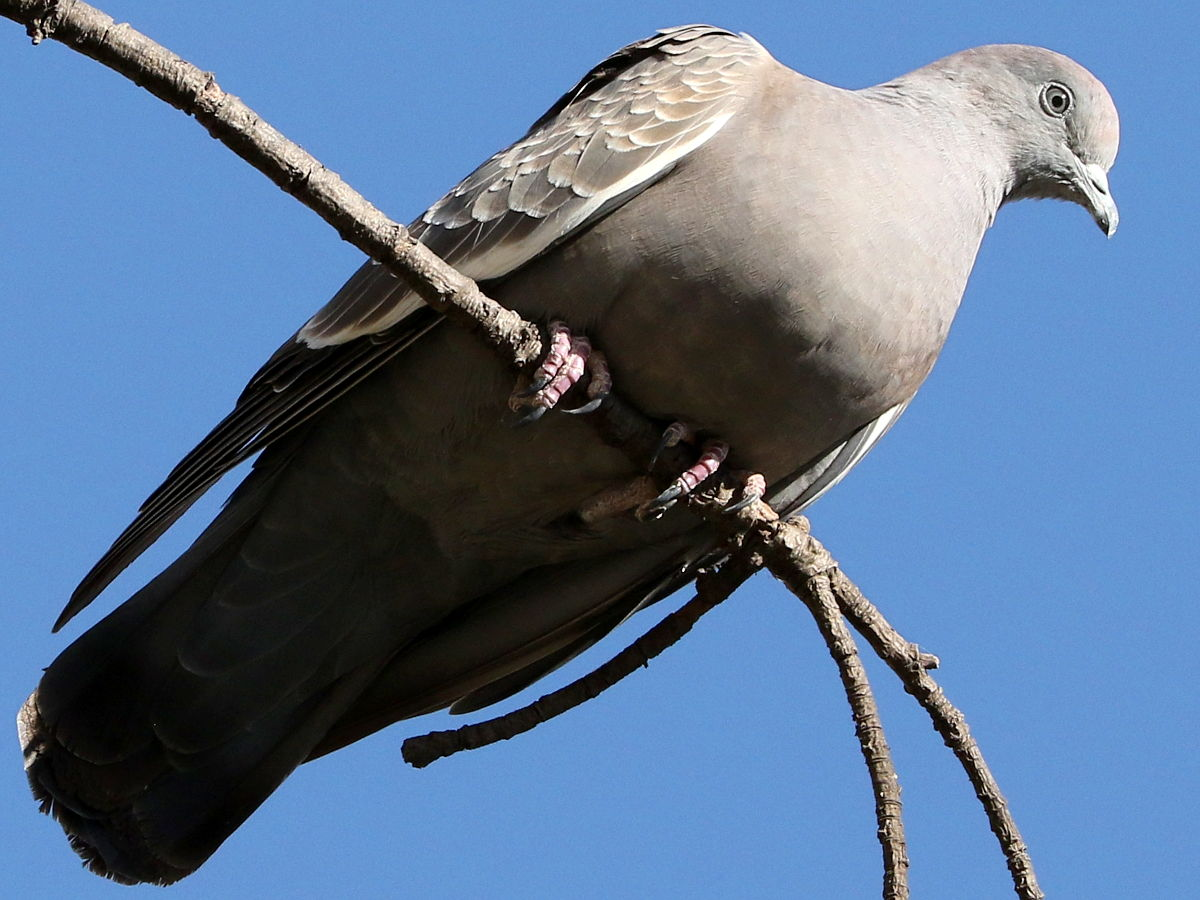
Парагвайський голуб (підвид P. m. albipennis, Урубамба, Перу)

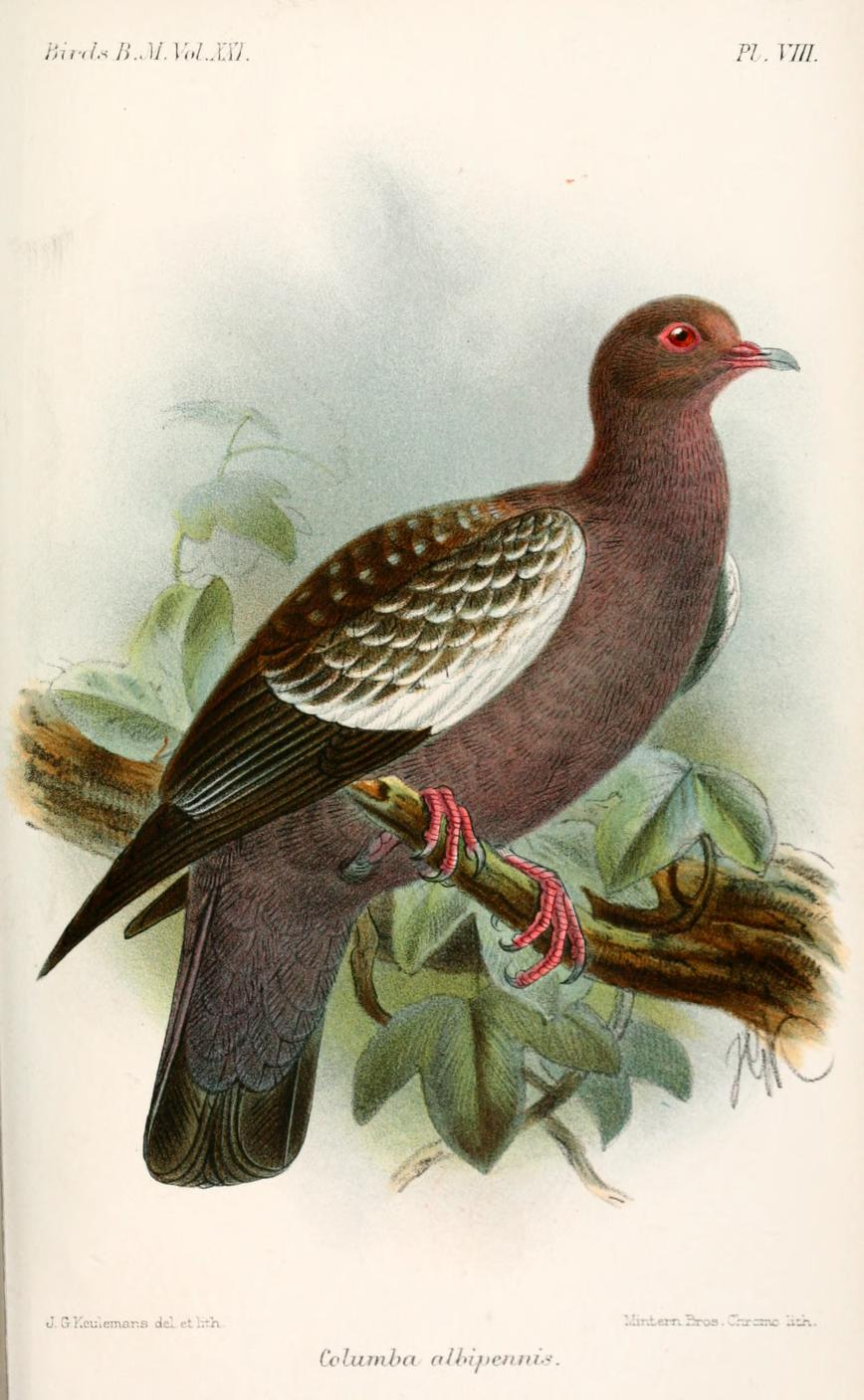
Парагвайський голуб (підвид P. m. albipennis)

Довжина птаха становить 32-35 см, вага 308-347 г. Виду не притаманний статевий диморфізм. У представників номінативного підвиду верхня частина голови, задня частина шиї і груди тьмяно-пурпурово-рожеві, решта голови і решта нижньої частини тіла сірі. Верхня частина спини і верхні покривні пера крил темно-коричневі, поцятковані кремово-блими плямами. Крила зверху чорні, знизу блідо-сірі. Нижня частина спини і надхвістя сизі, хвіст темно-сірий. Представники підвиду P. m. albipennis мають дещо більші розміри, ніж представники номінативного підвиду. Голова, шия, надхвістя і вся нижня частина тіла у них сизі з пурпуровим відтінком, особливо вираженим у самців. Верхня частина спини і покривні пера крил сірувато-коричневі, на крилах є помітні білі плями, які контрастують з темними крилами. Дзьоб короткий, тонкий, темно-сірий або чорний, восковиця білосніжна. Лапи темно-червоні. Райдужки білувато-сірі. Молоді птахи мають тьмяніше забарвлення, голова і груди у них тьмяно-сірі.

## Підвиди
Виділяють два підвиди:
- P. m. albipennis (Sclater, PL & Salvin, 1876) — від центрального Перу до західної Болівії, північного Чилі і північно-західної Аргентини;
- P. m. maculosa (Temminck, 1813) — від південної Болівії до південно-східної Бразилії і півдня центральної Аргентини.

Деякі дослідники виділяють підвид P. m. albipennis у окремий вид Patagioenas albipennis.

## Поширення і екологія
Парагвайські голуби мешкають в Перу, Чилі, Болівії, Бразилії, Аргентині, Парагваї і Уругваї. Вони живуть в сухих тропічних лісах і рідколіссях, в сухих чагарникових заростях Чако і у високогірних чагарникових заростях Анд, в саваннах серрадо, в містах Болівійського Альтіплано, таких як Куско, та на полях, де вважаються шкідниками посівів. В Андах вони зустрічаються на висоті від 2000 до 4200 м над рівнем моря, на схід від Анд на висоті до 1000 м над рівнем моря.
Парагвайські голуби зустрічаються переважно зграями. Вони живляться насінням і зерном, яке шукають на землі, а також пагонами, молодим листям і плодами, які впали на землю. Початку сезону розмноження різниться в залежності від регіону. Гніздо являє собою просту платформу з гілочок, розміщується на дереві або в чагарниках. В кладці два яйця.